# Lucien Bianchi
Lucien Bianchi (ur. 10 listopada 1934 r. w Mediolanie, zm. 30 marca 1969 r. w Le Mans) – belgijski kierowca Formuły 1 i zwycięzca 24 godzinnego wyścigu Le Mans z 1968 roku. Startował zarówno w Mistrzostwach Prototypów Sportowych, wyścigach torowych, rajdach, wyścigach górskich jak i rajdach długodystansowych.

## Życiorys

### Młodość
Bianchi był synem mechanika Alfy Romeo, który żył w północnych Włoszech. W 1950 roku wraz z rodziną przeniósł się do Belgii, gdzie Jego ojciec podjął pracę u kierowcy amatora Johnny’ego Claesa.

### Kariera
Karierę zaczynał za kierownicą Jaguara. W 1951/1952 jeździł w teamie Alpine Stars. W 1957 zwyciężył w Tour de France w zespole z Olivierem Gendebienem. Do 1959 zwyciężał czterokrotnie w Tour de France jak również w Paryż 1000. W 1961 roku wygrał w rajdzie Liège-Sofia-Liège w Citroenie. W 1962 zwyciężył w 12 godzinnym wyścigu Sebring za kierownicą Ferrari wspólnie z Jo Bonnierem. W 1963 zwyciężył w Coupe de Spa na samochodzie Alfa Romeo. Rok później wystartował w Daytona 500. W 1965 startował w Tour de Corse, Targa Florio, Lyon Charbonnieres rally, Cavannese rally, Catalognes rally. W 1966 wygrał w Critérium Neige et Glace, The Coupé des Alpes i The Tour de Corse. W 1967 był mistrzem Europy Formuły 2, oraz zaliczył starty w Alfie Romeo w Coupe de Spa, Mugello i 6 h Nürburgring.
W 1968 w Londyn-Sydney Marathon po 15,000 km w poprzek Europy, Azji i Australii, miał 24 godziny przewagi nad Andrew Cowanem w Hillman Hunter, ale 50 km od Sydney zderzył się z innym pojazdem i nie zdołał utrzymać zwycięstwa. W 1968 wygrał 24 godzinny wyścig Le Mans w zespole John Wyer Automotive z Pedro Rodriguezem.
Zmarł w 1969 uderzając w słup telegraficzny podczas treningu na torze Le Mans na prostej Mulsanne w Autodelcie Alfa Romeo T33.
Jego imieniem i nazwiskiem został nazwany czwarty zakręt toru w Zolder.

### Formuła 1
W 1959 roku zaliczał pojedyncze starty w Formule 1. W zespole Ecurie Nationale Belge jeździł w różnych samochodach np. Cooper T51, a później także Lotus 18 i Emeryson. Po kilku wyścigach w 1961 w zespole UDT Laystall Racing Team wrócił do ENB, w którym prowadził ENB-Maserati.
W 1968 w Cooper zajął trzecie miejsce w wyścigu o Grand Prix Monako. Zaliczył 19 wyścigów w Formule 1.

## Wyniki

### Formuła 1
| Rok  | Zespół                   | Samochód                   | Silnik              | Liczba GP | Punkty | Miejsce |
| ---- | ------------------------ | -------------------------- | ------------------- | --------- | ------ | ------- |
| 1960 | Ecurie Nationale Belge   | Cooper T51                 | Climax 4            | 3         | 1      | 24      |
| 1961 | UDT Laystall Racing Team | Lotus 18 Lotus 18/21       | Climax 4            | 3         | 0      | NS      |
| 1962 | Ecurie Nationale Belge   | Lotus 18/21 Emeryson 61-F1 | Climax 4 Maserati 4 | 2         | 0      | NS      |
| 1963 | Reg Parnell              | Lola Mk4                   | Climax V8           | 1         | 0      | NS      |
| 1965 | Scuderia Centro Sud      | BRM P57                    | BRM V8              | 1         | 0      | NS      |
| 1968 | Cooper Car Company       | Cooper T86B                | BRM V12             | 7         | 5      | 17      |

- NS – nie sklasyfikowany

### 24h Le Mans
| Rok  | Samochód            | Zespół                         | Partner             | Miejsce       |
| ---- | ------------------- | ------------------------------ | ------------------- | ------------- |
| 1956 | Ferrari 500 TR      | Ecurie Nationale Belge         | Alain de Changy     | Nie startował |
| 1957 | Ferrari 500 TRC     | Écurie Francorchamps           | Georges Harris      | 7             |
| 1958 | Ferrari 250 TR      | Écurie Francorchamps           | Willy Mairesse      | Nie startował |
| 1959 | Ferrari 250 TR58    | Ecurie Nationale Belge         | Alain de Changy     | Nie startował |
| 1960 | Ferrari 250 GT SWB  | Ecurie Nationale Belge         | Jean Blaton         | Nie startował |
| 1961 | Ferrari 250 GT SWB  | Ecurie Nationale Belge         | Georges Berger      | Nie startował |
| 1962 | Maserati Tipo 151/1 | Maserati France                | Maurice Trintignant | Nie startował |
| 1963 | Aston Martin DP215  | David Brown                    | Phil Hill           | Nie startował |
| 1964 | Ferrari 250 GTO     | Ecurie Nationale Belge         | Jean Blaton         | 5.            |
| 1965 | Ferrari 250LM       | Maranello Concessionaires Ltd. | Michael Salmon      | Nie startował |
| 1966 | Ford GT40 Mk.II     | Holman & Moody                 | Mario Andretti      | Nie startował |
| 1967 | Ford GT40 Mk.IV     | Holman & Moody                 | Mario Andretti      | Nie startował |
| 1968 | Ford GT40 Mk.I      | John Wyer Automotive           | Pedro Rodriguez     | 1.            |

## Życie prywatne
Brat Mauro ścigał się w Formule 2, Formule 3, w rajdach i wyścigach prototypów. W 1968 w Le Mans został ciężko ranny i zakończył karierę. Prabratanek Jules ścigał się w Formule 1. Razem z bratem byli pierwszymi rzeczywistymi kierowcami, którzy pojawili się w komiksach Michel Vaillant Jeana Gratona.

## Literatura
- Lucien Bianchi: Mes Rallyes, Flammarion: 1969